# Danny Calegari
Danny Matthew Cornelius Calegari est un mathématicien qui est actuellement professeur de mathématiques à l'Université de Chicago. Ses recherches portent sur la géométrie, les systèmes dynamiques, la topologie à basse dimension et la théorie géométrique des groupes.

## Formation et carrière
En 1994, Calegari obtient un BA en mathématiques de l'Université de Melbourne avec mention. Il obtient son doctorat en 2000 de l'Université de Californie à Berkeley sous la direction conjointe d'Andrew Casson et William Thurston, sa thèse portant sur les feuilletages de variétés tridimensionnelles.
De 2000 à 2002, il est professeur adjoint Benjamin Peirce à l'Université Harvard, après quoi il rejoint la faculté du California Institute of Technology ; il devient professeur Merkin en 2007. Il est professeur d'université de mathématiques pures à l'université de Cambridge en 2011-2012 et professeur de mathématiques à l'université de Chicago depuis 2012.
Calegari est également auteur de courts métrages de fiction, publiés dans Quadrant, Southerly et Overland. Son histoire A Green Light remporte en 1992 le prix The Age Short Story.
Calegari est l'un des récipiendaires du Clay Research Award 2009 pour sa solution à la conjecture de Marden Tameness et à la conjecture de mesure d'Ahlfors. En 2011, il reçoit un Wolfson Research Merit Award de la Royal Society  et en 2012, il devient membre de l'American Mathematical Society. En 2012, il prononce les conférences Namboodiri  à l'Université de Chicago, et en 2013, il donne les conférences Blumenthal  à l'Université de Tel Aviv.
Il est le frère du mathématicien Frank Calegari.

## Publications
- Danny Calegari, Foliations and the geometry of 3-manifolds, Oxford, Oxford University Press, coll. « Oxford Mathematical Monographs », 2007, xiv+363 pp (ISBN 978-0-19-857008-0, MR 2327361)
- Danny Calegari, scl (stable commutator length), vol. 20, Tokyo, Mathematical Society of Japan, coll. « MSJ Memoirs », 2009, xii+209 pp (ISBN 978-4-931469-53-2, MR 2527432)
- Calegari, « {\displaystyle \mathbb {R} }-covered foliations of hyperbolic 3-manifolds », Geometry & Topology, vol. 3,‎ 1999, p. 137–153 (DOI 10.2140/gt.1999.3.137, MR 1695533, arXiv math/9808064, S2CID 8716835)
- Calegari et Dunfield, « Laminations and groups of homeomorphisms of the circle », Inventiones Mathematicae, vol. 152,‎ 2003, p. 149–204 (DOI 10.1007/s00222-002-0271-6, Bibcode 2003InMat.152..149D, MR 1965363, arXiv math/0203192, S2CID 15149654)
- Calegari, « Promoting essential laminations », Inventiones Mathematicae, vol. 166,‎ 2006, p. 583–643 (DOI 10.1007/s00222-006-0004-3, Bibcode 2006InMat.166..583C, MR 2257392, arXiv math/0210148, S2CID 13985835)
- Calegari et Gabai, « Shrinkwrapping and the taming of hyperbolic 3-manifolds », Journal of the American Mathematical Society, vol. 19,‎ 2006, p. 385–446 (DOI 10.1090/S0894-0347-05-00513-8, MR 2188131, arXiv math/0407161, S2CID 1053364)
- Calegari, « Universal circles for quasigeodesic flows », Geometry & Topology, vol. 10, no 4,‎ 2006, p. 2271–2298 (DOI 10.2140/gt.2006.10.2271, arXiv math/0406040, S2CID 5604620)
- Calegari, « What is stable commutator length? », Notices of the American Mathematical Society, vol. 55,‎ 2008, p. 1100–1101 (MR 2451345, lire en ligne)